# 贾博慕贞

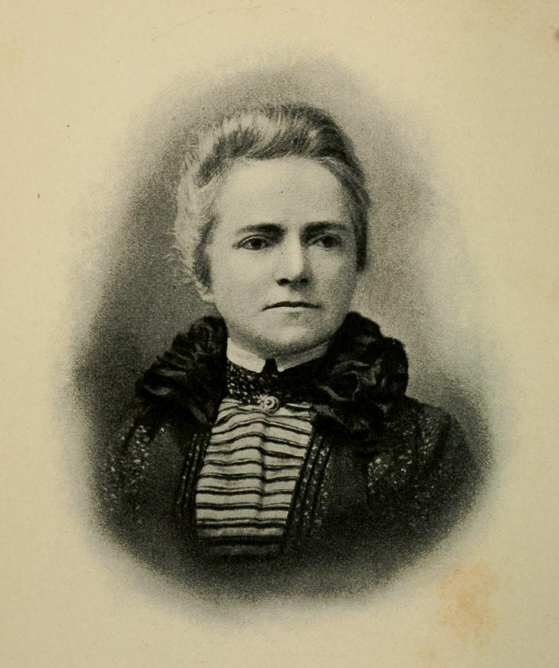
贾博慕贞

贾博慕贞（玛丽·波特，Mary Porter Gamewell，1848年10月20日—1906年11月27日）美以美会教育传教士，在中国北京创办了一所女校。她是美以美会女布道会西部大会派出的第一位传教士，也是该机构派往中国的第一位传教士。 当时，美以美会女布道会在全世界一共只有五名传教士，而她就是其中之一。1871年，她从爱荷华州达文波特前往中国北京，开办了一所女子学校，开学时只有一个女孩。它的发展非常缓慢，因为它是中国第一所为女孩放脚的学校，这一举动引起了很大的偏见。到义和团事件时，贾博慕贞的女子学校“达文波特学校”招收了150名学生。

## 早期

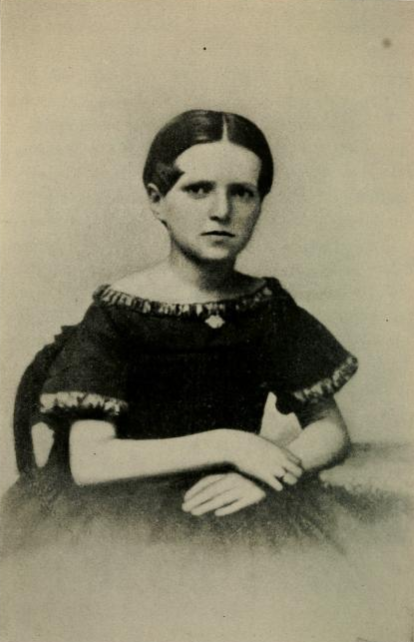
博慕贞（12岁）

1848年10月20日，博慕贞出生于宾夕法尼亚州的阿勒格尼（Allegheny）。她的父亲是纳撒尼尔·波特（Nathaniel Porter），母亲是玛丽亚医生（Maria Killingley Porter）。 是一位成功的执业医师。 她的兄弟姐妹包括姐妹Esther和Hannah，以及兄弟William和Frank。
她先在家接受教育，后来去宾夕法尼亚州布莱斯维尔 （Blairsville）上学。1858年，她家搬到匹兹堡，1860年又搬到爱荷华州达文波特,她在那里读了中学，在那里毕业（1868年）。
两年后，她任教于Grandview Academy，负责拉丁文课程。

## 博慕贞小姐
她从小就加入了美以美会，曾经担任安息日学的校长。随着她宗教生活的发展，她希望从事海外宣教工作。在对这个问题进行了深思熟虑之后，她彻底确信自己有责任追随这一事业。博慕贞预计女布道会会因为其未满规定年龄而提出异议。但是在与她交谈之后，女士们对她的外表和推荐书感到非常满意，决定同意她的申请。她希望将来去埃及或印度传教，但是当女士们询问她是否愿意去中国北京，建立一所女子学校时，博慕贞表示愿意。
博慕贞准备前往中国时，发现已经有一位玛丽·波特住在她将要去的城市北京。她担心邮件问题会造成混乱，因此在名字中间加上一个中间字母Q以证明自己的身份，改为Mary Q. Porter。Q代表查询（query）。直到后来在中国结婚，冠上夫姓，才去掉这个Q。
1871年10月14日，博慕贞离开爱荷华州，11月1日从旧金山启航，同行者包括与他同工的班美瑞（Maria Brown），还有娲标礼（Beulah Woolston）和娲西利（Sallie H.Woolston）姐妹，她们都是在回国探亲后，返回驻扎地点福州。
博慕贞在春天之前无法到达目的地，所以她在福州一直待到1872年3月，然后才和班美瑞一同前往北京，并立即投入建立女子寄宿学校的艰巨任务。 这些建筑需要维修和增补，为此需要大量的劳力和耐心，以克服对外国人的偏见，让中国人放心让他们的女儿来上学，与不熟悉外国方式的仆人们相处的新体验，以及用新传教士本人无法完全理解的语言进行教学的困难, 都使这项任务变得艰巨。博慕贞是一位出色的音乐家和歌手。她的音乐才能对她的宣教工作有所帮助。无论是在学校还是在教堂里，她都是主要的风琴演奏者和领唱。白天她的许多紧迫职责，使她在晚上进行大部分写作。这种方式使她眼睛疲劳，直到眼睛变得极度痛苦并给她带来了严重的麻烦。
1877年，她回到美国，咨询了一位著名的眼科医师，后者向她保证，并无大碍，在休息和适当的护理下，可以完全治愈。12月16日，女布道会的女士们让她回家，参加在爱荷华州达文波特市第一美以美会举行的招待会。全市各教堂的许多信徒以及牧师都出席了会议。博慕贞组织了达文波特美以美会博慕贞女青年布道会（Mary Porter Gamewell Young Women's Foreign Missionary society of the Methodist church, Davenport）.。
博慕贞出席了在明尼苏达州明尼阿波利斯举行的年会。1878年5月17日，她报告了自己的许多开拓性的传教工作。。
在她不在北京期间，莱蒂蒂亚·坎贝尔Letitia A. Campbell（1875年来华）和达班美瑞（Maria Brown Davis，1874年嫁达吉瑞）负责学校和教堂的工作。博慕贞不顾她的朋友们的意愿，决定于1878年秋天返回北京，而不是休假到1879年春天。1878年9月20日，博慕贞离开爱荷华州经旧金山回到北京。
在1876-1879年华北丁戊奇荒期间，许多来自受灾地区的难民涌入这座城市，结果，爆发了斑疹傷寒，几名传教士成为该病的受害者，坎贝尔小姐也在其中。这对差会造成了严重损失，而她的朋友和同事达班美瑞也与丈夫和孩子一起离开北京，调往距离北京80英里（130）的天津。这时博慕贞独自负责学校工作，额外的工作量和增加的责任感，使工作十分艰巨，但她一直努力工作，直到满克利（Clara Cushman）小姐前来协助。。

## 贾腓力师母

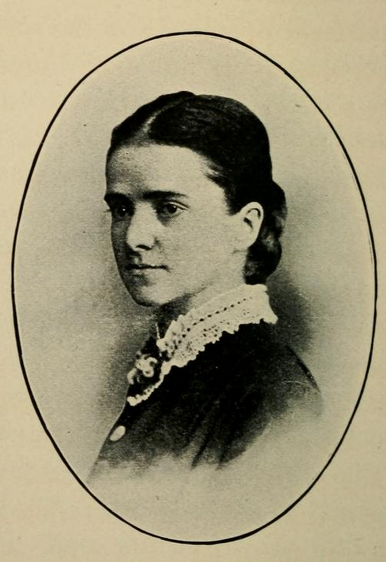
贾博慕贞

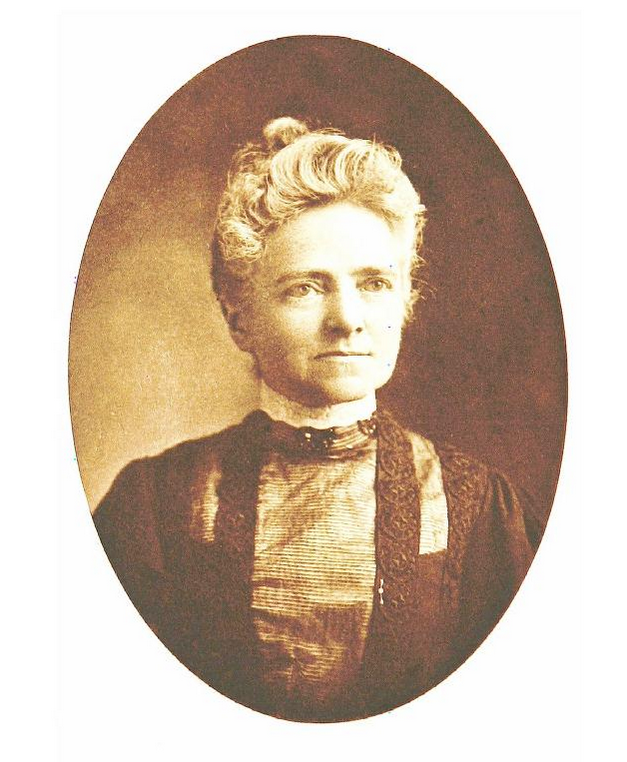

1881年10月，贾腓力（Francis Dunlap Gamewell）抵达北京，1882年6月，他们结婚了。当时她已33岁，来华已经11年。而他只有24岁。这对夫妇一直没有孩子。 结婚后，贾博慕贞与丈夫一同前往西部的重庆， 不久，她遭到数百人的围攻，当时她丈夫不在家。他们离开了重庆。此后不久，她因身体不好回到了美国。
1894年1月，她从中国撰写有关华北差会的新闻。1895年11月，她回到达文波特休假。 1896年2月，她在新泽西进行关于中国的演讲， 那年5月，她回到了达文波特。
贾博慕贞与丈夫回到中国，继续在北京工作。在这里，他们遭遇了北京解围战，贾腓力在东交民巷使馆区被围困的55天期间，负责使馆区的防卫，使馆区内当时有3000多名外国人和中国基督徒藏身其中，而贾博慕贞则忙于日夜赶制沙袋。1900年5月31日，几家美国报纸都提到贾腓力夫妇和其他美国传教士受到北京一带义和团的威胁。到6月底，贾腓力夫妇组成35人的防卫委员会，成功地挡住了暴徒的攻击。直到8月14日盟军部队赶到。1900年8月21日，贾腓力夫妇和其他传教士离开北京，前往当时比较安全的烟台。10月底，贾腓力夫妇回到了美国，贾博慕贞留在达文波特休息。她拜访过的姐妹和朋友都注意到，比几年前最后一次访问达文波特时，贾博慕贞对她的病情更加紧张。11月2日，贾博慕贞前往辛辛那提与丈夫重聚，然后从那里前往贾腓力博士的老家新泽西州的奥兰治。 随后，贾博慕贞出现了精神崩溃。
1904年6月，贾博慕贞前往旧金山与丈夫会合，一同返回中国，途中在达文波特停留，谈论传教士在中国所作的工作，以及义和团事件进一步扩大了传教的领域。
1906年夏天，她去达文波特拜访兄弟姐妹，宣布她将在秋天回到北京工作。由于身体欠佳，她不得不推迟旅行时间到1907年1月1日，但在1906年11月12日，她在新泽西州萨米特（Summit）塔特尔太太家中因动脉硬化而失去知觉。1906年11月27日，贾博慕贞在那里去世，安葬于新泽西州哈肯萨克的公墓。
1907年，贾博慕贞关于义和团事件的日记在纽约出版，名为《贾博慕贞和她在北京被围时的故事》（Mary Porter Gamewell and her Story of the Siege in Peking ）。